# 何善衡
何善衡，CBE（1900年—1997年12月4日），生於澳門，籍貫廣東番禺茭塘司石溪村（今廣州市海珠區），香港著名企業家，恒生銀行創辦人之一、新世界發展首任主席及創辦人之一。他領導編制的恆生指數，是香港股市升跌的重要指標，憑藉其科學性與權威性而一直在全球股市具相當的認受性及重要性。

## 生平

### 早年
何善衡父親是廣東番禺縣茭塘司（今廣州市海珠區）石溪村人，他於19世紀下半葉離開廣州到澳門另謀生計。何善衡1900年在澳門出生，幼年是在半飢半飽中度過。由於父親無力支付澳門昂貴的學費，又不忍心兒子成為文盲，在何善衡快10歲時，便將他送回廣州石溪村上私塾。何善衡14歲時因家境變故，父母連私塾學費亦無法支付，他只能到廣州一間鹽倉做雜工，後來又轉到一間金鋪當學徒。何善衡勤勞好學，他工作之餘苦修自學，涉獵了經濟、法律、市場營銷、心理學等方面的知識，學識越來越豐富。金鋪老闆賞識其才華，在他22歲那年被提拔為司理（經理助理），使他有機會施展才幹，學會營商技巧，為後來自立門戶當金融經紀打下了基礎。

### 事業
何善衡在24歲時辭去金店的職務，借到一筆錢與人合股於廣州上下九路開設了匯隆銀號，從事港幣買賣業務。1933年3月3日，何善衡與林炳炎等人合資於香港中環永樂街70號開設恆生銀號，銀號業務依然是買賣貨幣和黃金，而當時何善衡出資最少，僅1000港元。 不過，何善衡參予創辦恆生，不但影響了他的一生，也影響了恆生的發展歷程。恆生銀號堅持的誠懇待人和服務周到的形象，與何善衡待人之道有莫大的關係。
1941年日軍入侵香港，何善衡把全部資金調往澳門，赴澳居住，使恆生銀號得以保存實力，避免了一場浩劫，直到1945年战争結束後才返回香港。
1946年何善衡與何添等人成立恆昌公司，即現今大昌貿易行的前身。
1946至49年間擔任金銀業貿易場理事長。
及至50年代韓戰發生，聯合國與美國對中國內地實施禁運，內地商賈亦大舉南下。在此形勢下，年屆半百的何善衡思量恆生的發展路向，他在這兩年間，遠赴歐美進行考察，由利國偉隨行任翻譯。
1952年11月他始終認為在香港做生意較外地容易，便向政府申請銀行牌照，並於12月5日正式註冊。

### 戰後初期
當時，恒生打算發展全面性的銀行服務，何善衡本著「服務大眾，人客至上」的精神，主攻香港中小型企業、市民大眾。他曾表示：「我們自始至終本著顧客第一的精神，並時刻提醒員工，不論是草根階層，還是勞苦大眾，只要他們一踏進恆生銀行，便成為我們的上賓。」根據何善衡的原則，恆生訂立一系列服務手則，如員工要勤墾盡職，要反應敏捷，要培養忍耐、忠誠、整潔及樂於助人的精神，僱員更不可誤導或批評客人，或與客人爭辯，應該耐心聆聽客人的需要，並即時答覆，還要緊記客人的名字，在客人離去時更應親自送行等等。每當顧客踏進恆生銀行，就會得到職員的熱情招待及協助，如代填表格、引介至適當櫃台等等。因此，恆生透過一系列富有人情味的周到服務，拉近了銀行與社會大眾的距離，贏得了顧客；與當時滙豐銀行的做法，華人要借錢先經過買辦這一關不同。
1960年，恒生正式轉為公共有限公司，並正名為「恒生銀行」。
1964年時，恒生銀行更成為香港最大的華資銀行。利國偉總結恒生銀行瞬即發大的原因，是得力於何善衡的眼光，他對恆生兩大貢獻：其一是立足香港、其二是對客人好。同年，何善衡也與何添創辦恆昌企業，作為恆生銀行及大昌行的控股公司。

### 恆生被滙豐收購後
1965年，香港發生銀行擠提風潮。當恆生的現金將要提清時，4月8日下午5時，何善衡即緊急召開董事會，當機立斷決定把51%銀行股權賣給香港上海滙豐銀行，並於4月12日答允。經營逾三十載的恆生話事權就此斷送，成為何的畢生憾事，他更為此哭了兩晚。不過在出售當天，仍親自主持會議，不斷向員工解釋，藉此穩住軍心。
滙豐收購恒生銀行後，由於滙豐大班桑達士認為恆生的成功在於其華人管理層，故恆生依舊由何善衡掌舵，利國偉及何添為輔助，滙豐只派4位董事入局。何善衡自此長期擔任恆生銀行董事長，到1983年因年老而改任名譽董事長。當時傳聞滙豐終有一日完全吞併恆生，但何善衡向其伙計說，只要恆生做得好，滙豐一定要靠恒生銀行，勸大家要與滙豐緊密合作。
得到滙豐做後盾，恒生銀行不斷壯大，成就規模僅次於滙豐，這時何善衡把握時機，專向中小企埋手。有些華資大戶（如鄭裕彤、李嘉誠）未發跡前，也曾得到恆生的大力協助。何善衡明白廣開客路的重要性，皆因銀行除了要有巨大的存款外，還要不斷尋找貸放市場，才可茁壯成長。他曾說：「栽培客戶，就是壯大自己。不要以為自己是客戶的衣食父母，反而客戶才是我們的衣食父母。」
恒生銀行始創時連伙頭共11人，至1975年員工已突破3000人，公司走向企業化，辦公室政治在所難免。但是，何善衡仍很重視與員工的關係，並曾在高層例會中亦莊亦諧地以粤语訓示大家：「老婆可以鬧，但伙計就唔鬧得。事關你養老婆成世，鬧吓都得，但下屬幫我地搵錢，唔應該仲鬧佢。」（意即「妻子可以罵，但伙計卻罵不得。因為你養活妻子一輩子，罵一下還可以，但下屬幫我們賺錢，不應該罵他。」）
何善衡也曾著書《閱世淺談》，把待人接物之道公諸於世；並信守忍怒，談到用人時，絕不姑息庸才：「可以原諒一個吹毛求疵的主管，但卻無法忍受既不損人，亦不利己的老臣子，對新同事不予指導，亦不大關心，做錯了則叫他再做，絕不加以解釋，使人暗中摸索，倍感困難，這種人存在，簡直是事業上的絆腳石，應予剷除。」
何善衡晚年勤於捐獻，在1983年恆生渡過金禧日時，轉任名譽董事長，1986年英女皇壽辰授勳名單中榮獲CBE勳銜，以肯定他對銀行業的終身貢獻。何善衡每天仍上班，督促高層緊守審慎的管理哲學。
作為恒生銀行的精神領袖，何善衡於1997年11月宣佈辭去恆生銀行名譽董事長職務；同年12月4日，以97歲高齡在香港（求更準確的地點）逝世。其長子何子焯在1961至2001期間亦為恒生銀行的董事。

## 發展教育
由於何氏早年受教育的機會不多，所以他在發跡後極重視教育。早在1948年便捐出望廈一塊土地，供鏡湖醫院旗下的鏡平學校作永久校舍，1970年何善衡慈善基金會成立，曾向多所高等院校捐款，其中香港浸會大學其中一個校園便命名為「善衡校園」。1973年，何氏夫婦向香港佛教聯合會捐款在新界葵涌填海區興建中學，並將何善衡的「善」字和其妻李怡顏法號「寬德」的「德」字合併，取名「佛教善德英文中學」，何氏在一生中得到多所大學授予名譽博士學位。
1980年，與多位恒生銀行董事注資創立「恒生商學書院」，以培訓商界人才。
2006年，何善衡慈善基金會向香港中文大學捐款港幣1億7000萬元，成立「善衡書院」。
1994年，何善衡連同梁銶琚、何添以及利國偉，各捐資港幣一億元，成立「何梁何利基金」，每年向中國內地有傑出成就的學者頒發獎金，以鼓勵學者等在科技、醫學及其它領域的成就。

## 以其命名之事物
- 位於香港新界葵涌的佛教善德英文中學；
- 香港浸會大學善衡校園；
- 香港科技大學何善衡體育館；
- 香港科技大學學生宿舍六座何善衡樓；
- 香港中文大學何善衡工程學大樓；
- 香港中文大學善衡書院；
- 香港中文大學崇基學院何善衡夫人宿舍；
- 香港大學何善衡夫人堂；
- 嶺南大學何善衡樓；
- 香港大口環耆康會何善衡夫人敬老院；
- 嶺南衡怡紀念中學；
- 香港恒生大學何善衡教學大樓；
- 香港恒生大學善衡康活書院；
- 清華大學土木館何善衡樓；
- 廣州醫科大學附屬第二醫院何善衡腦科中心；
- 中山大學附屬第一醫院何善衡樓；
- 廣州市第七中學善衡體育館；
- 廣州中山大學善衡堂；
- 廣州廣東培正學院善衡樓；
- 廣州廣東培正學院善衡圖書館；

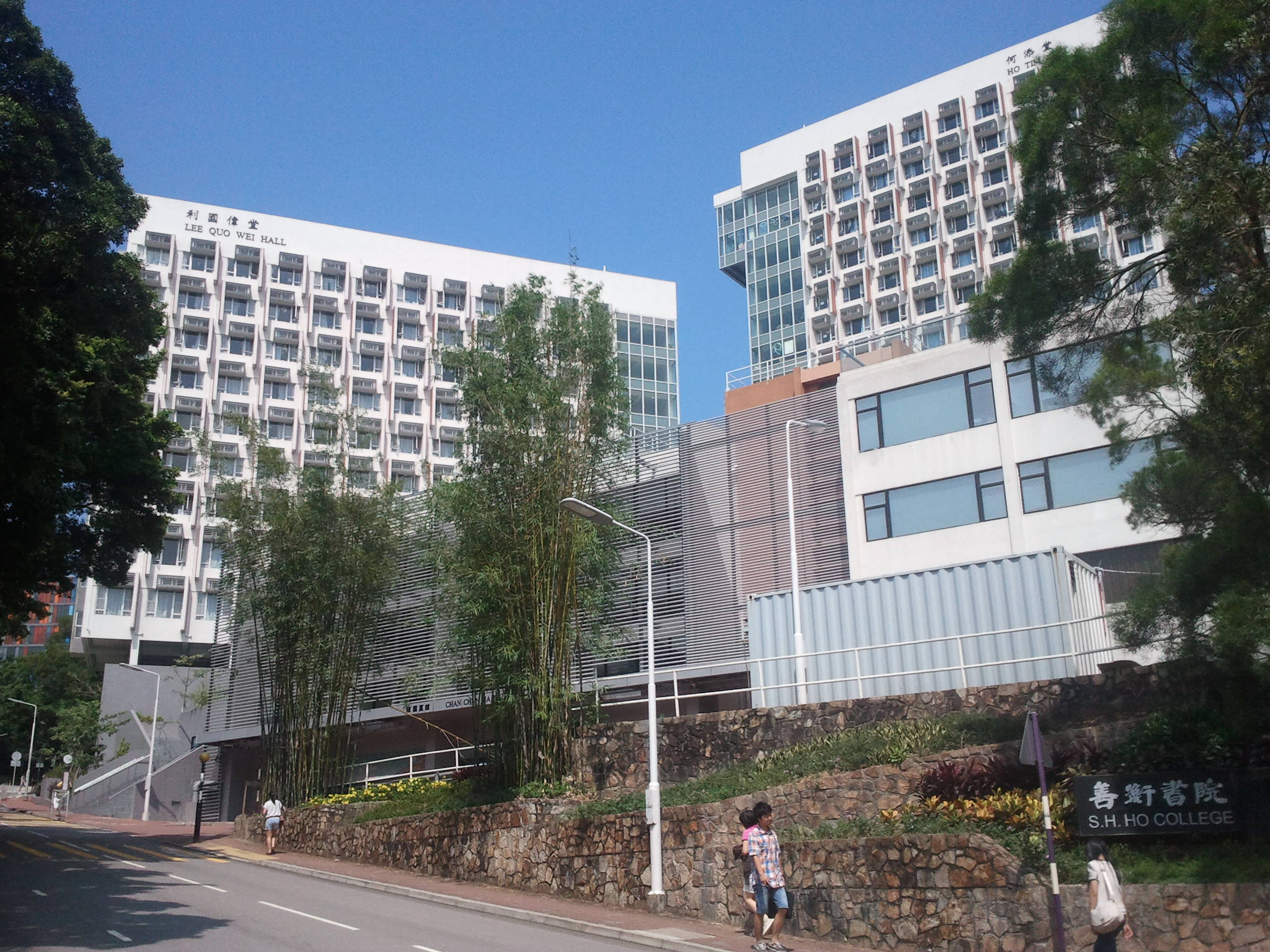
香港中文大學善衡書院

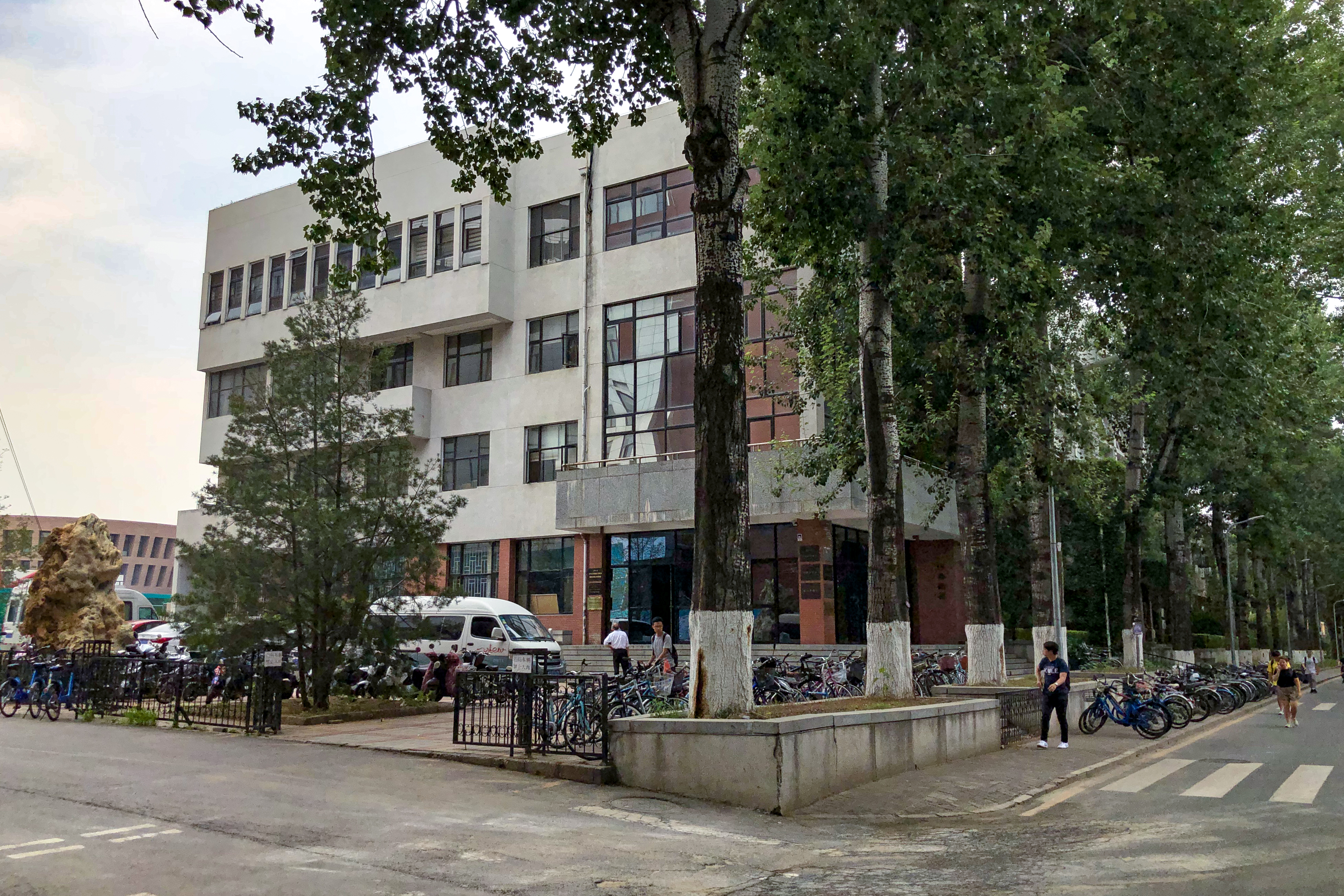
清华大学土木系何善衡楼

- 英國牛津大學聖休學院 SH Ho House[3]。

## 外部連結
- 何梁何利基金